# صباح الخير يا مصر (برنامج)
صباح الخير يا مصرهو برنامج تلفزيوني مصري صباحي انطلق عام 1991 ويُعرض يوميًا على القناة الأولى والفضائية المصرية من الساعة السابعة صباحًا وحتى العاشرة صباحًا، وتبلغ مدة حلقاته ثلاث ساعات متواصلة .
في عام 2020، شهد البرنامج تطويرًا ضمن بروتوكول التعاون بين الهيئة الوطنية للإعلام والشركة المتحدة للخدمات الإعلامية، حيث تم إطلاقه بإطلالة جديدة مع مقدميه: دينا عبد الكريم، جومانا ماهر، وهبة جلال، إضافة إلى عدد من الوجوه الإعلامية الشابة مثل هدير أبو زيد، محمد الشاذلي، حسام الدين حسين، أسماء قنديل، منة الشرقاوي، وإيمان منصور 
يتضمن البرنامج فقرات متنوعة تغطي الحالة المرورية، الطقس، الزراعة، السياحة، الرياضة، الخدمات العامة مثل أسعار العملات وخطط النقل، بالإضافة لفقرات فنية وغنائية واكتشاف المواهب، فضلاً عن تغطية الزيارات الرئاسية والافتتاحات الرسمية
وقد ساهم البرنامج في بروز عدد من الإعلاميين البارزين على رأسهم جمال الشاعر، ويتميّز بأنه أول ما تراه العين المصرية مع بدء النهار، ما يعكس أهميته كنافذة إعلامية صباحية متكاملة
تتر البرنامج يعود للعام 1995، كما ظهر في نسختين مرئيتين حديثتين تم بثهما عبر الصفحة الرسمية للتلفزيون المصري، وموقع "السينما.كوم" يؤكد استمرار البرنامج منذ 1991 حتى الآن